# Tillmitsch
Tillmitsch är en ort och kommun i Österrike. Den ligger i distriktet Leibnitz i förbundslandet Steiermark.
Kommunen består av sex orter (Ortschaften) (inom parentes invånarantal 1 januari 2024):
- Altenberg (204)
- Grössing (110)
- Maxlon (184)
- Neutillmitsch (1 468)
- Steingrub (94)
- Tillmitsch (1 847)